# 夜間瀨站
夜間瀨站（日语：／ Yomase eki */?）是位於長野縣下高井郡山之內町大字夜間瀨，長野電鐵的長野線車站。車站編號為N22。

## 歷史
- 1927年（昭和2年）4月28日 - 車站啟用[1]。
- 1972年（昭和47年）5月15日 - 成為無人車站[1]。
- 2011年（平成23年）2月13日 - B特急不再停靠此站。

## 車站構造
車站是一座地面車站，設有1面1線單式月台。曾經此站為有人車站，現時為無人車站，站內設有簡單的候車室。

## 使用狀況
以下為近年1日平均乘車人次變化。
| 年度   | 一日平均 乘車人次 |
| ------ | ----------------- |
| 2010年 | 111               |
| 2011年 | 114               |
| 2012年 | 94                |
| 2013年 | 82                |
| 2014年 | 88                |
| 2015年 | 77                |
| 2016年 | 70                |
| 2017年 | 69                |
| 2018年 | 70                |

## 車站周邊
- 夜間瀨川
- 夜間瀨郵局
- 山之內町立山之內西小學
- 志賀高原農業協同組合 夜間瀨分所
- 國道403號（日语：国道403号）

## 相鄰車站
長野電鐵
■長野線
■A特急、■B特急
通過
■普通
信濃竹原（N21）－夜間瀨（N22）－上條（N23）

## 注腳
1. 1 2 3 4 5 6 7 8 9  信濃毎日新聞社出版部. . 信濃毎日新聞社. 2011-07-24: 286. ISBN 9784784071647 （日语）.
2. ↑  《長野縣統計書》各年度版。

## 外部連結
- 夜間瀨站｜各站資訊 （页面存档备份，存于）（日語） - 長野電鐵